# Battaglia di Paardeberg
La battaglia di Paardeberg fu combattuta tra il 18 e il 27 febbraio 1900 e segnò un momento decisivo della seconda guerra boera. Il corpo di spedizione britannico che aveva iniziato l'11 febbraio 1900 una grande offensiva invadendo lo Stato Libero d'Orange, riuscì a bloccare sulle rive del fiume Modder i commando boeri del generale Piet Cronje.
Dopo un attacco frontale ordinato dal generale Horatio Kitchener che venne respinto dai boeri il 18 febbraio, il feldmaresciallo Frederick Roberts, il comandante in capo britannico, giunse sul campo di battaglia e iniziò un massiccio bombardamento d'artiglieria delle forze nemiche accerchiate costringendole alla resa il 27 febbraio 1900.
La battaglia di Paardeberg fu la più importante vittoria britannica della grande guerra boera e permise al feldmaresciallo Roberts di proseguire con successo l'avanzata verso le capitali boere Bloemfontein e Pretoria.

## La guerra boera sul fronte occidentale
L'inizio della seconda guerra boera era stato caratterizzato sul fronte occidentale dagli attacchi delle forze boere del Transvaal e dello Stato Libero d'Orange contro le città sul confine con la colonia del Capo; in pochi giorni i boeri posero l'assedio a Kimberley e Mafeking e schierarono le loro forze principali a nord del fiume Orange per bloccare un'eventuale controffensiva nemica. In effetti, dopo l'arrivo del grosso del corpo di spedizione del generale Redvers Buller, i britannici organizzarono una forza di salvataggio che, al comando del generale Paul Methuen, iniziò ad avanzare a nord dell'Orange in direzione di Kimberley.

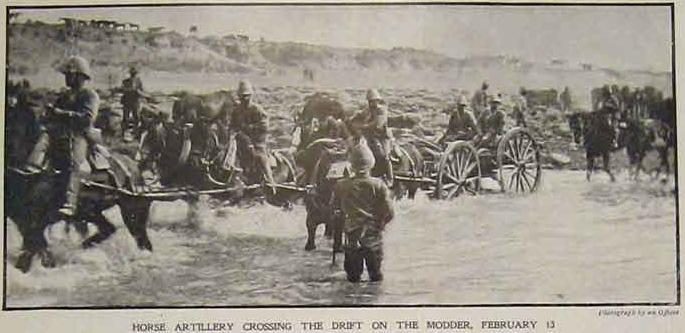
La cavalleria del generale John French attraversa il fiume Modder durante l'avanzata su Kimberley.

La campagna del generale Methuen terminò, dopo alcune difficili e costose vittorie, con la disfatta nella battaglia di Magersfontein dell'11 dicembre 1899; i boeri del generale Piet Cronje e del generale Koos de la Rey, schierati nelle trincee scavate ai piedi di una serie di alture a nord del fiume Modder, respinsero con pesanti perdite l'attacco britannico e bloccarono ogni ulteriore avanzata nemica verso Kimberley che quindi rimase assediata. Il generale Methuen dovette ripiegare sul Modder e attendere rinforzi. Nel frattempo, dopo la sconfitta di Colenso in Natal, il generale Buller era stato sostituito al comando supremo delle forze britanniche in Sudafrica dall'esperto e risoluto feldmaresciallo Frederick Roberts che sbarcò a Città del Capo il 10 gennaio 1900 e assunse subito il controllo delle operazioni, coadiuvato dal suo energico capo di stato maggiore, il generale Horatio Kitchener.
Il feldmaresciallo Roberts decise di concentrare la maggior parte delle forze britanniche appena arrivate di rinforzo sulla linea del Modder e dirigere personalmente una grande marcia di aggiramento per superare le difese del generale Cronje e avanzare direttamente sulla capitale dello Stato Libero d'Orange, Bloemfontein. Dopo complessi preparativi logistici, il grande corpo di spedizione del feldmaresciallo Roberts, circa 40 000 soldati con 100 cannoni, diede inizio all'avanzata il 10 febbraio 1900; mentre il generale Methuen rimaneva con due brigate sul Modder per ingannare i difensori boeri, le forze britanniche principali, costituite dalle tre divisioni di fanteria dei generali Thomas Kelly-Kenny, Charles Tucker e Henry Colvile avanzarono verso est lungo la riva meridionale del fiume, precedute dalle famose Tigri di Rimington, un reparto a cavallo di esploratori reclutato tra i coloniali sudafricani dal maggiore Michael Rimington, che entrarono per primi a Ramdam. La potente divisione di cavalleria del generale John French invece cavalcò direttamente su Kimberley per sbloccare la città assediata che venne raggiunta e liberata il 15 febbraio 1900.

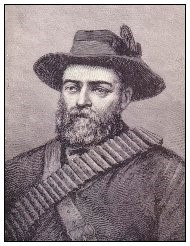
Il generale boero Piet Cronje.

Il generale Cronje, fermo con le sue forze a Magersfontein, si trovava in difficoltà; dopo la riuscita marcia di aggiramento del corpo di spedizione britannico diveniva pericoloso rimanere sulle posizioni. Egli poteva ripiegare a nord lungo la ferrovia o cercare di effettuare una difficile ritirata verso est, lungo il Modder, per sbarrare la strada di Bloemfontein. Nonostante i consigli dei suoi due migliori comandanti, Christiaan De Wet e J.S. Ferreira, il generale Cronje prese la decisione più rischiosa; nella notte del 15 febbraio i boeri abbandonarono le trincee di Magersfontein e il laager al completo, circa 5 000 uomini con tutti i carri coperti trainati dai buoi, iniziò a ripiegare verso est in direzione di Bloemfontein lungo la direttrice dell'avanzata dei britannici. Il comandante De Wet tuttavia decise di agire autonomamente e con il suo piccolo contingente si portò a sud del Modder, mentre il generale Ferreira ripiegò a nord di Kimberley.

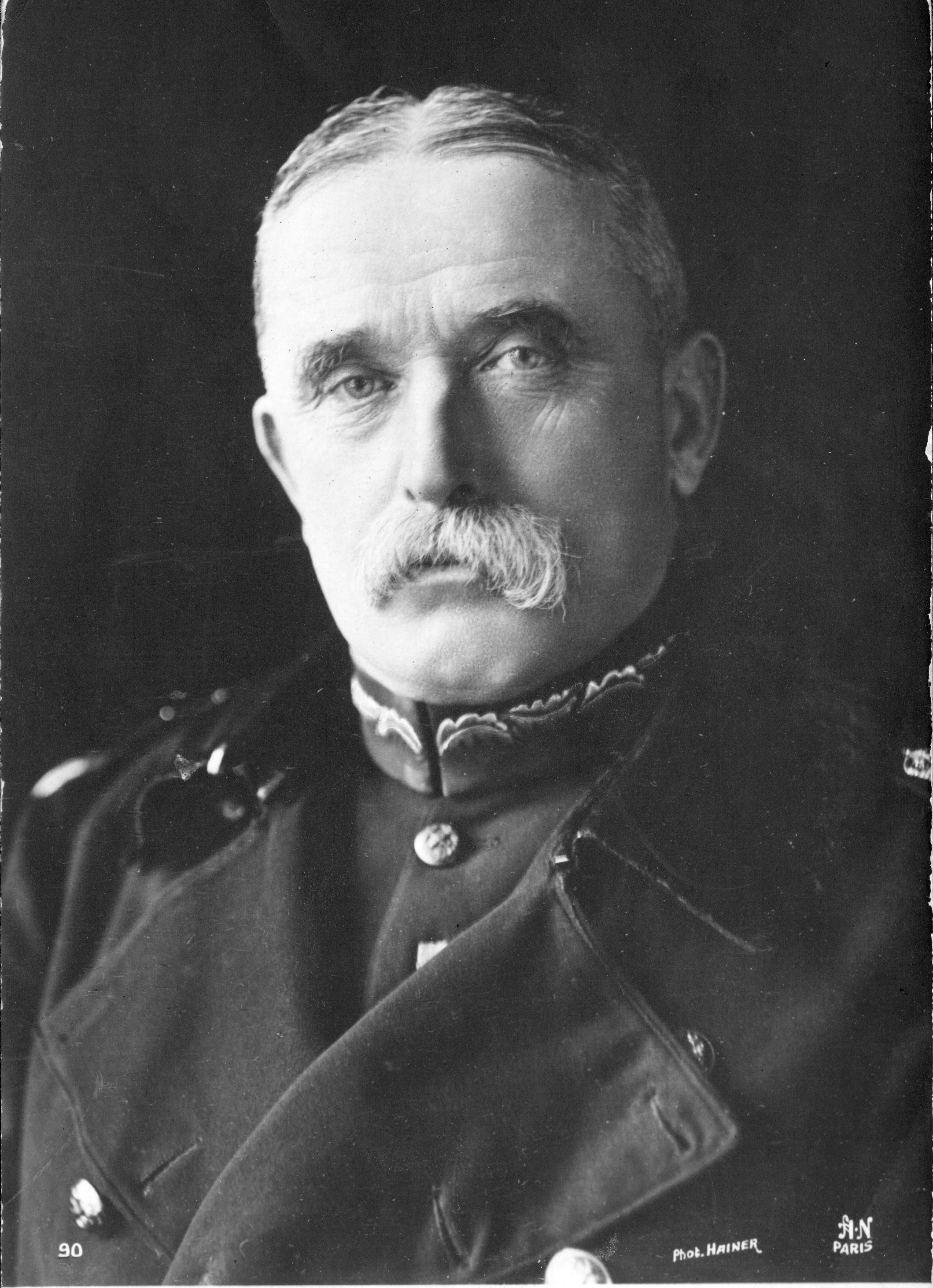
Il generale John French, comandante della divisione di cavalleria

Nel frattempo il feldmaresciallo Roberts stava continuando l'avanzata con la massima energia; il 15 febbraio, mentre il generale French entrava a Kimberley, la divisione del generale Kelly-Kenny raggiunse il Modder al guado di Klip Drift; era inoltre in avvicinamento anche la divisione del generale Tucker. Il feldmaresciallo Roberts aveva deciso di concentrare tutte le sue forze per agganciare il laager del generale Cronje e aveva lasciato indietro al guado Waterval Drift il suo enorme traino di carri e bestiame. Il generale De Wet con un'audace incursione raggiunse il guado incustodito e disperse il bestiame, ma il feldmaresciallo Roberts non si fece sconcertare dalla minaccia ai suoi rifornimenti e continuò l'avanzata a marce forzate lungo il Modder. Il 16 febbraio la retroguardia del generale Cronje venne raggiunta dalla fanteria britannica, mentre il generale French ricevette l'ordine dal generale Kitchener di lasciare immediatamente Kimberley e avanzare a sud con la cavalleria per bloccare la strada ai boeri.
La cavalleria del generale French era molto indebolita dopo la carica verso Kimberley e i cavalli erano in pessime condizioni; il generale poté radunare solo 1 200 soldati per la nuova avanzata; nonostante queste difficoltà i cavalieri mossero subito a sud per agganciare il convoglio boero. Furono gli esploratori delle "Tigri" di Rimington, guidati dal capitano Chester Master, che individuarono per primi il laager in movimento del generale Cronje. I boeri avevano raggiunto alle ore 11.00 del 17 febbraio il guado sul Modder del Paardeberg Drift (il guado del "colle dei cavalli") a circa trenta chilometri a nord-ovest di Ramdam; nel primo pomeriggio i cavalieri del generale French arrivarono da nord e sorpresero i boeri che si trovarono la strada sbarrata verso est a Koodoosrand. Il generale Cronje, disponendo di forze molto superiori numericamente a quelle del generale French, avrebbe potuto attaccare e aprirsi il passo; sarebbe stato anche possibile, abbandonare il convoglio di carri ed i civili, e sfuggire con i commando a cavallo. Il comandante boero decise invece di fermarsi a Paardeberg e di organizzare posizioni trincerate sulle sponde del fiume che offrivano un buon riparo ai carri e al bestiame.

## La battaglia

### Attacco del generale Kitchener il 18 febbraio 1900
Durante il pomeriggio del 17 febbraio il generale French, schierato sulla riva settentrionale del Modder riuscì a tenere impegnate le superiori forze boere; nel frattempo le divisioni di fanteria del corpo di spedizione britannico erano impegnate a marciare con la massima velocità per raggiungere il Paardeberg e congiungersi con la cavalleria. Il feldmaresciallo Roberts, affetto da un raffreddore, era rimasto nel suo quartier generale di Jacobsdal e quindi fu il generale Kitchener che diresse l'ultima parte dell'inseguimento ed ebbe modo di mostrare la sua grande energia. Sotto il controllo del capo di stato maggiore dell'armata, una serie di formazioni britanniche arrivarono a Paardeberg entro la notte del 17 febbraio; a sud e sud-est del Modder giunse per prima la fanteria montata del colonnello Ormelie Hannay. A mezzanotte arrivarono sul campo i soldati della brigata Highlander del generale Hector MacDonald che avevano percorso a marce forzate 31 miglia in 24 ore; i soldati scozzesi, reduci dalla disastrosa esperienza della battaglia di Magersfontein, erano particolarmente motivati e determinati. Alle ore 04.30 del 18 febbraio giunse la 19ª brigata del generale Horace Smith-Dorrien che occupò le posizioni occidentali dello schieramento; seguirono,a sud del fiume, le due brigate della 6ª Divisione del generale Thomas Kelly-Kenny che avevano perso tempo muovendo nell'oscurità. Al mattino del 18 febbraio 1900 il laager boero del generale Cronje era praticamente circondato dalle preponderanti forze britanniche.
Poco dopo l'alba il generale Kitchener era arrivato sul campo di battaglia e si era recato ad ispezionare, insieme al generale Kelly-Kenny, le posizioni del laager boero; il capo di stato maggiore era estremamente ottimista; alle ore 08.00 comunicò al feldmaresciallo Roberts a Jacobsdal che il convoglio nemico era stato bloccato sul fiume, che era "fermo dritto di fronte a noi" e che riteneva fosse "un caso di resa totale". In realtà il generale Kelly-Kenny, che per la sua anzianità di grado era il generale teoricamente in comando in attesa dell'arrivo del feldmaresciallo Roberts, non condivideva la fiducia del generale Kitchener. Il comandante della 6ª Divisione riteneva che le sue forze fossero molto stanche dopo la marcia forzata e che fosse rischioso lanciarle in un attacco prematuro contro i boeri che apparivano ben schierati nelle forti posizioni sulle rive del Modder. Il generale Kelly-Kenny intendeva quindi rimanere sulla difensiva e rafforzare il cerchio britannico intorno al laager nemico per impedire sortite e contrastare eventuali interventi dall'esterno da parte di altri commando boeri di cui si conosceva la presenza nelle vicinanze. Il generale Kitchener aveva idee molto diverse; egli era sicuro che fosse possibile ottenere una rapida vittoria sferrando un attacco immediato in tutti i settori con la fanteria. Un messaggio personale del feldmaresciallo Roberts chiarì che il responsabile delle operazioni a Paardeberg in sua assenza era il generale Kitchener che quindi ebbe l'autorità per respingere il prudente piano del generale Kelly-Kenny e per passare subito all'attacco.

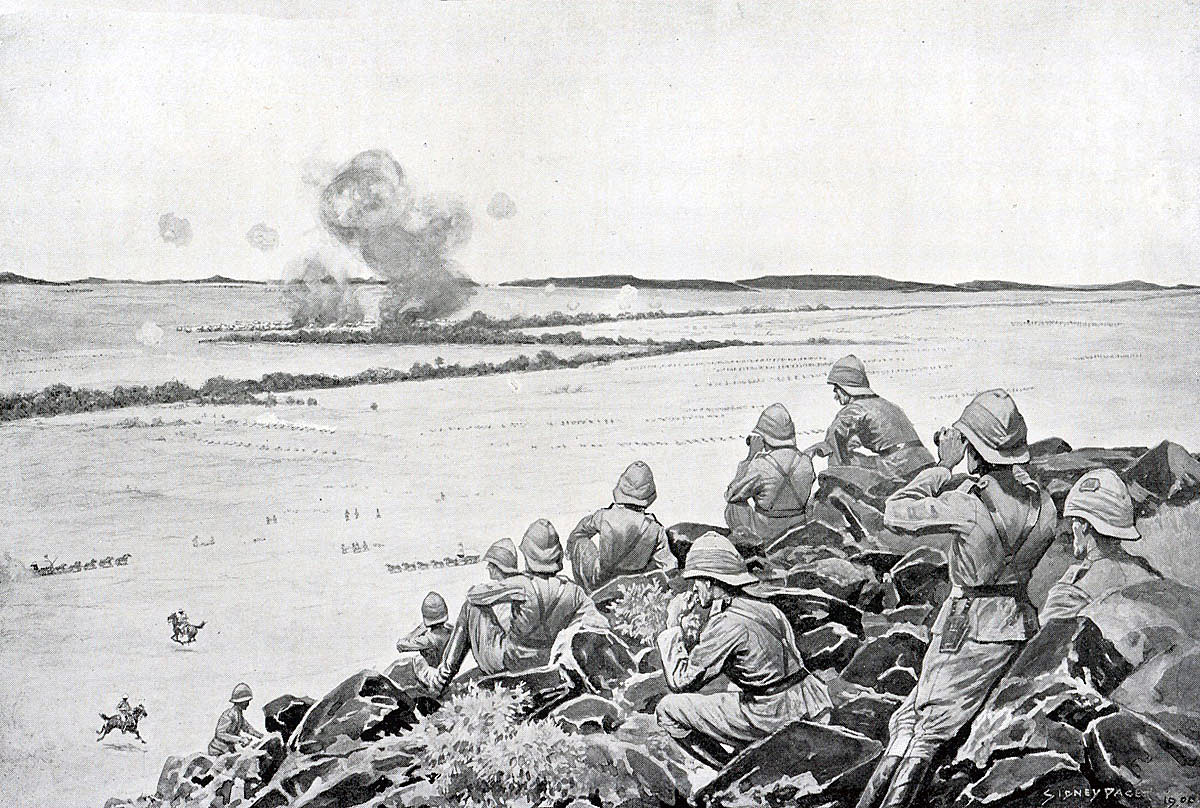
Truppe britanniche osservano il laager boero al Paardeberg Drift.

Il generale Kitchener decise di sferrare un massiccio attacco frontale dalla riva meridionale del Modder con il grosso della 6ª Divisione del generale Kelly-Kenny, mentre contemporaneamente la 9ª Divisione del generale Henry Colvile avrebbe attaccato sull'ala sinistra con la brigata Highlander a sud del fiume e la 19ª brigata a nord del corso d'acqua, dopo aver attraversato il Modder al Paardeberg Drift; infine un terzo attacco sarebbe stato condotto sull'ala destra, dalla riva settentrionale, dalla fanteria montata del colonnello Hannay e da parte della 18ª brigata. Si trattava di un piano complesso che presupponeva un adeguato coordinamento degli attacchi e che sottovalutava le difficoltà di un assalto frontale contro posizioni trincerate; inoltre il generale Kitchener dimostrò eccessiva precipitazione e non fu in grado di diramare ordini precisi e tempestivi ai suoi subordinati. Il generale Cronje, dopo aver preso la decisione di rimanere a Paardeberg, aveva provveduto a far costruire efficaci posizioni difensive sfruttando le ripide sponde del Modder; furono organizzate trincee su entrambe le sponde lungo un tratto di circa due miglia; i boeri, al riparo dei loro trinceramenti, disponevano di ampi campi di tiro attraverso il terreno scoperto che avrebbero dovuto superare gli attaccanti.
Il generale Kitchener non tenne alcun conto degli avvertimenti dei subordinati; egli parlò di raggiungere un rapido successo; in realtà l'attacco del 18 febbraio 1900, la "domenica nera" (o Bloody Sunday), si sarebbe concluso con un sanguinoso insuccesso per i britannici. L'attacco britannico, preceduto dal fuoco di venti cannoni dell'artiglieria pesante e campale che colpirono il nemico e incendiarono alcuni dei carri coperti boeri, si sviluppò inizialmente a sud del Modder ma, nonostante l'alto morale dei soldati, non raggiunse risultati decisivi. Il generale Kelly-Kenny impegnò prima due battaglioni della 18ª brigata e quindi l'intera 13ª brigata del generale Charles Knox. Il 1° Welsh Regiment e il 1° Essex Regiment furono subito fermati dal fuoco dei boeri; lo Yorkshire Regiment giunse a costo di gravi perdite fino a duecento metri dalla linea del fiume ma venne respinto; i reggimenti West Riding e Oxfordshire Light Infantry raggiunsero e conquistarono qualche posizione boera della riva meridionale del Modder, ma subirono dure perdite e lo stesso generale Knox fu ferito; alle ore 12.00 il generale Kelly-Kenny arrestò gli attacchi.

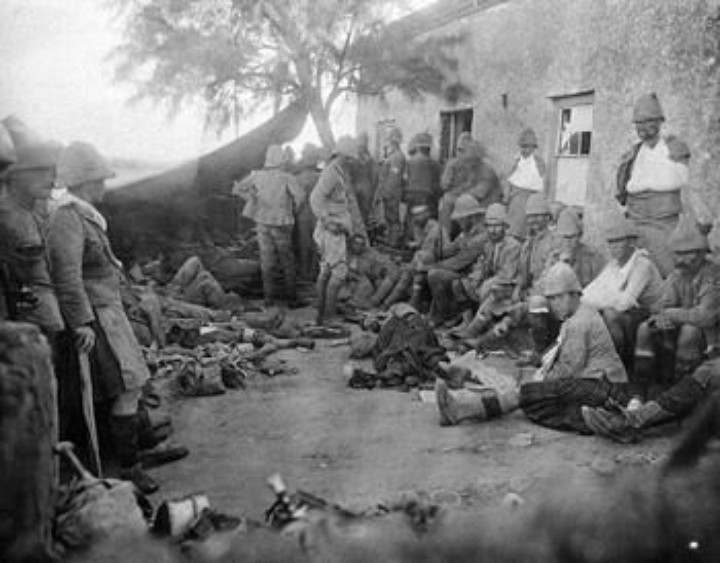
Soldati scozzesi feriti del reggimento Gordon Highlanders durante la battaglia di Paardeberg.

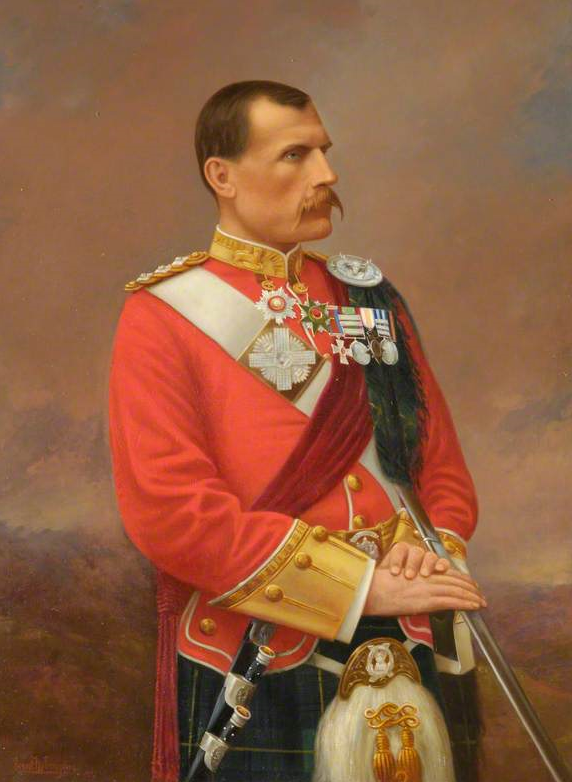
Il generale Hector MacDonald, comandante della Brigata Highlander, venne seriamente ferito durante la battaglia del 18 febbraio.

Contemporaneamente, sulla sinistra della 6ª Divisione aveva attaccato anche la brigata Highlander del generale Hector MacDonald; il generale Henry Colvile, comandante della 9ª Divisione, avrebbe preferito concentrare tutte le sue unità sulla riva settentrionale del Modder, ma il generale Kitchener ignorò i piani del suo subordinato e ordinò di attaccare con la brigata scozzese a sud del fiume. Gli Highlander quindi assaltarono la riva meridionale attraverso una pianura completamente scoperta dove furono esposti al preciso ed efficace tiro dei fucilieri boeri. Gli scozzesi si trovarono nella stessa situazione critica della battaglia di Magersfontein; vennero sorpresi dal fuoco nemico, dovettero fermarsi e rimasero bloccati per ore sotto il sole sul terreno scoperto a circa cento metri dal Modder. Solo piccoli reparti dei reggimenti Black Watch e Seaforth Highlander riuscirono a raggiungere le sponde, mentre il grosso della brigata, fortemente provata dalle perdite, rimase fermo accanto alla 13ª brigata; il generale MacDonald venne ferito ed evacuato.
Il generale Kitchener nonostante questi primi insuccessi era deciso a continuare l'attacco; alle ore 13.00 si recò al posto di comando del generale Colvile ed ordinò di sferrare al più presto l'attacco sul fianco sinistro dalla riva settentrionale del Modder con la 19ª brigata che fin dal mattino aveva guadato il fiume; quindi raggiunse il generale Kelly-Kenny con cui entrò in forte contrasto. Il comandante della 6ª Divisione si oppose ad una ripresa degli attacchi dalla riva meridionale, ma il generale Kitchener impose di attaccare sul fianco destro; egli comunicò personalmente gli ordini al colonnello Hannay scrivendo in un messaggio che il laager boero doveva essere "assalito ad ogni costo".
Anche l'ultima serie di attacchi britannici terminò con un fallimento; sul fianco destro, il colonnello Hannay dopo aver ricevuto gli ordini del generale Kitchener che egli riteneva ineseguibili, ebbe un crollo nervoso e alle ore 15.30 guidò un inutile attacco con un piccolo gruppo di fucilieri montati durante il quale fu ucciso, mentre sul fianco sinistro il generale Smith-Dorrien, non informato degli ordini del generale Kitchener, non riuscì a coordinare gli attacchi della 19ª brigata a partire dalla riva settentrionale del Modder. Alle ore 17.15 i canadesi del 1° Royal Canadians Regiment e il Cornwall Light Infantry sferrarono un ultimo attacco con grande slancio ma non riuscirono ugualmente ad intaccare le linee boere; il comandante del battaglione britannico cadde sul campo. Al tramonto il generale Kitchener dovette ammettere che il suo piano non aveva raggiunto gli obiettivi e decise di arrestare gli attacchi. I boeri del generale Cronje erano accerchiati in un perimetro ristretto, avevano molto sofferto sotto il fuoco dell'artiglieria e davano segno di nervosismo e demoralizzazione, ma le truppe britanniche aveva subito perdite molto elevate negli attacchi frontali, oltre 1 200 morti, feriti e dispersi, e non erano riusciti a penetrare in nessun punto nel perimetro difensivo boero; inoltre, c'erano segni dell'arrivo di rinforzi nemici che sembravano mettere in pericolo le retrovie dell'armata.

### Arrivo del feldmaresciallo Roberts
Il feldmaresciallo Roberts venne informato la sera del 18 febbraio dal generale Kitchener del fallimento degli attacchi con un messaggio poco chiaro in cui il capo di stato maggiore minimizzava l'insuccesso e riferiva di "contare su risultati più definitivi" per l'indomani. Il feldmaresciallo Roberts ritenne indispensabile riprendere il controllo della situazione e decise di recarsi subito sul campo di battaglia e assumere il comando diretto delle operazioni. Alle ore 10.00 del mattino del 19 febbraio 1900 il comandante in capo arrivò al Paardeberg.
Nonostante gli ottimistici rapporti del capo di stato maggiore dell'armata, la battaglia del 18 febbraio si era in realtà conclusa con perdite sanguinose per i britannici e vivaci contrasti si erano accesi tra i generali. Mentre il generale Kitchener propose di sferrare un nuovo attacco generale, altri alti ufficiali erano nettamente contrari. Il 20 febbraio, dopo aver controllato personalmente la situazione tattica e aver deplorato le gravi perdite, il feldmaresciallo Roberts ritenne, dopo aver in un primo tempo ipotizzato di riprendere gli attacchi con la fanteria, che non fosse necessario rischiare un assalto frontale e che fosse possibile schiacciare la resistenza boera con un massiccio concentramento di artiglieria. Il comandante in capo preferì inviare nelle retrovie il generale Kitchener per migliorare le comunicazioni del corpo di spedizione, mentre egli diresse la battaglia al Paardeberg.
Le forze britanniche erano ulteriormente aumentate dopo l'arrivo anche della 7ª Divisione del generale Charles Tucker; inoltre erano giunti sul posto anche i cannoni della brigata di artiglieria del colonnello Hall con la 18ª, 62ª e 75ª batteria campale che comprendeva anche tre cannoni navali da 4,7 pollici e due cannoni da 12 libbre. Fin dal 18 febbraio era in azione la brigata d'artiglieria del colonnello McDonnell con la 76ª, 81ª e 82ª batteria campale; quest'ultima, schierata sul cosiddetto "colle dei cannoni" sulla riva settentrionale del Modder, poteva dirigere il suo fuoco con grande precisione contro il laager boero a due chilometri e mezzo di distanza. Le forze britanniche che circondavano da ogni parte il laager boero ammontavano ora a 35 000 soldati e 60 cannoni.
Dopo aver concentrato questo potente raggruppamento di forze il feldmaresciallo Roberts diede le sue disposizioni per la battaglia; a ovest la 19ª brigata del generale Horace Smith-Dorrien, schierata sulle due rive del Modder, avrebbe cercato di spingersi sempre più vicino alle posizioni boere, mentre ad est la 14ª brigata del generale Herbert Chermside, appartenente alla 7ª Divisione del generale Tucker, avrebbe ugualmente avvicinato le sue forze alle trincee nemiche. Le altre brigate britanniche, schierate da tutti i lati del perimetro difensivo boero, sarebbero invece rimaste ferme pronte ad intervenire in caso di sortite nemiche. Il feldmaresciallo Roberts affidò all'artiglieria il compito decisivo di vincere la resistenza dei boeri; furono schierate in totale otto batterie di cannoni, supportate da circa venti mitragliatrici Maxim.
Prima dell'inizio del bombardamento, il 19 febbraio ebbero luogo alcuni colloqui dopo la richiesta presentata dal generale Cronje di negoziare una tregua per permettere la cura dei feriti e la sepoltura dei morti. Il feldmaresciallo Roberts però respinse la proposta del capo boero e replicò richiedendo la resa incondizionata di tutte le forze nemiche accerchiate. Il generale Cronje diede una risposta scritta in olandese che in un primo momento venne tradotta in modo erroneo e diede luogo ad equivoci. I britannici credettero inizialmente che i boeri fossero rassegnati alla resa, ma alla fine un nuovo messaggio del generale Cronje chiarì l'equivoco; egli affermò che "durante la mia vita non mi sono mai arreso" e che era fermamente deciso a resistere ad oltranza. Il feldmaresciallo Roberts diede quindi ordine di aprire il fuoco con tutti i suoi cannoni contro il laager completamente circondato.

### Bombardamenti britannici dellaagerboero

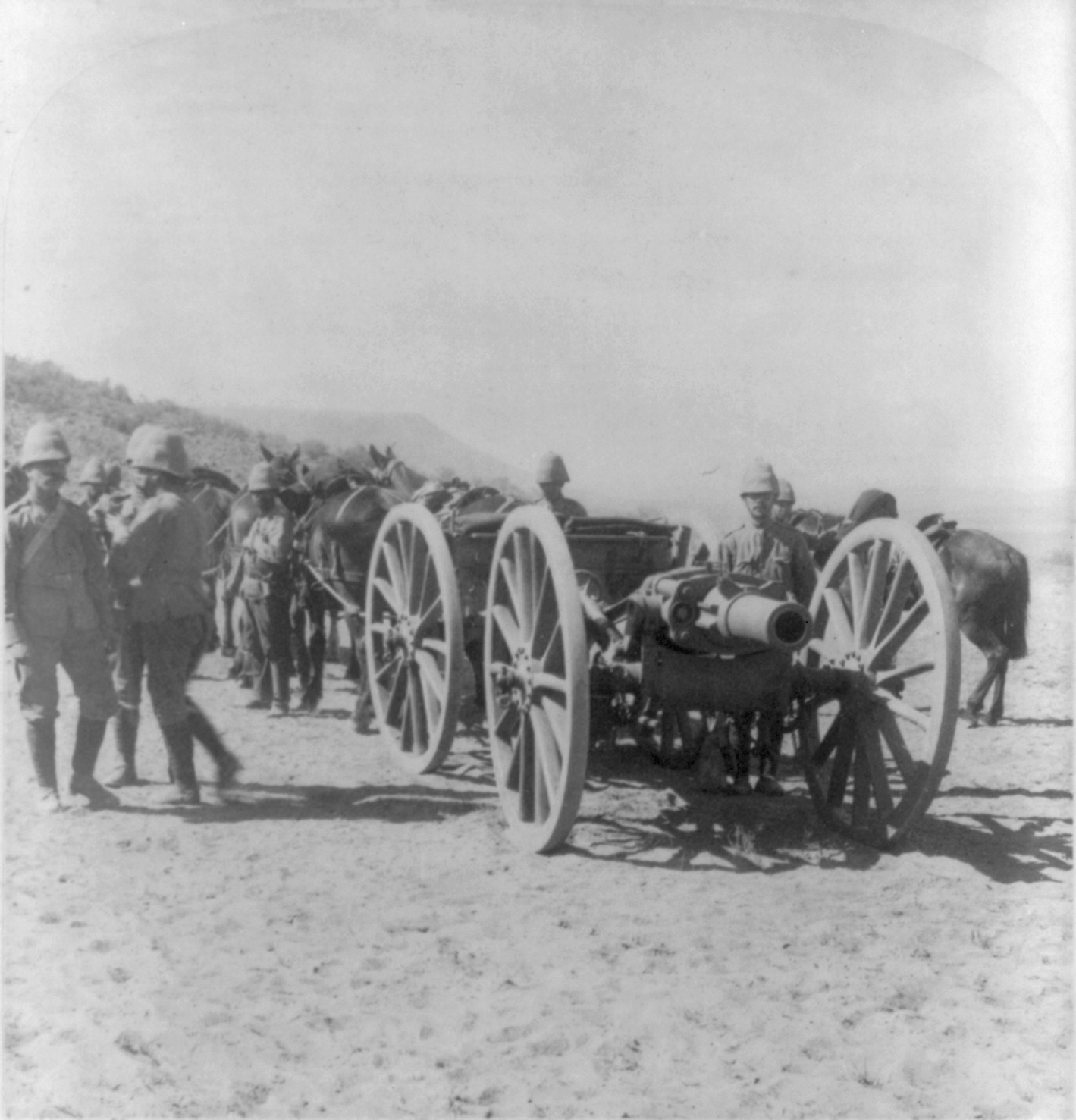
Obice britannico da 5 pollici.

L'artiglieria britannica fece entrare in azione in totale 48 cannoni campali da 15 libbre, 8 obici e 4 cannoni pesanti navali che furono in grado di sparare in totale circa 200 proiettili al minuto nello spazio ristretto del laager boero dove erano ammassati gli uomini, il bestiame, i carri, i cavalli e anche gruppi di donne e bambini. I cannoni e gli obici britannici impiegarono shrapnel e soprattutto lyddite, il nuovo esplosivo che ebbe effetti distruttivi sulle precarie posizioni boere; il 26 febbraio lo schieramento venne ulteriormente potenziato con l'arrivo di altri quattro obici da 5 pollici. I boeri, disponendo solo di quattro cannoni e un pom-pom, non poterono in pratica opporre alcuna resistenza e furono costretti a subire passivamente il fuoco dell'artiglieria britannica.
Gli artiglieri britannici poterono colpire con facilità gli obiettivi e per giorni distrussero sistematicamente le trincee boere e incendiarono i carri del laager; le perdite tra gli uomini, al riparo nelle scarpate del Modder non furono molto elevate, ma il bestiame e i cavalli furono in maggioranza uccisi; i cadaveri e i resti degli animali morti furono abbandonati senza sepoltura sul terreno, esalazioni si diffusero nel campo boero, alcune carogne di animale furono gettate nel fiume la cui acqua divenne rapidamente inquinata. Il morale dei boeri, già esausti ancor prima dell'inizio della battaglia e sottoposti al continuo cannoneggiamento, si deteriorò rapidamente. Nel laager erano presenti anche alcune decine di donne e bambini e il feldmaresciallo Roberts, dopo essere venuto a conoscenza di questo fatto, si offrì di consentire lo sgombero dei civili; tuttavia il generale Cronje rifiutò l'offerta ed essi rimasero nel campo boero esposti al tiro dei cannoni insieme ai combattenti.

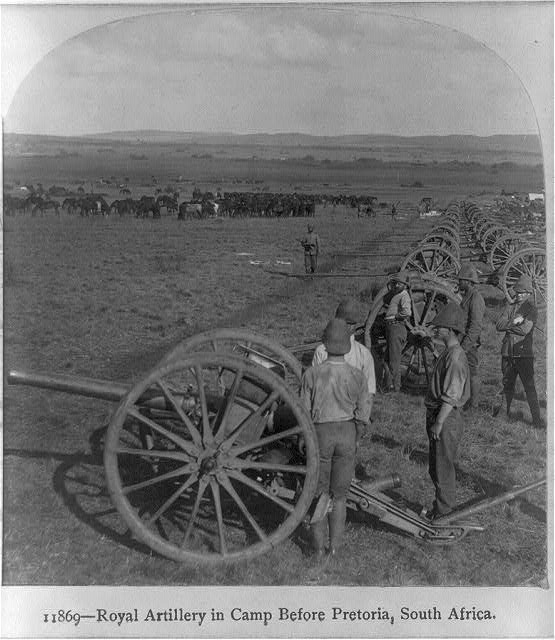
Artiglieria campale britannica da 15 libbre.

La situazione del generale Cronje appariva estremamente difficile; i boeri bloccati al Paardeberg erano ancora combattivi ma il cerchio britannico si stava strigendo mentre il tiro dell'artiglieria diveniva ogni giorno più pesante e micidiale; il feldmaresciallo Roberts continuava pazientemente ad affidarsi alla potenza di fuoco. Nelle due Repubbliche boere si erano diffuse le notizie della battaglia in corso e c'era grande preoccupazione; a Pretoria il presidente del Transvaal Paul Kruger partecipò a cerimonie religiose in favore dei combattenti boeri accerchiati a Paardeberg, mentre il generale Piet Joubert, impegnato con le sue forze in Natal, venne sollecitato a prestare aiuto al generale Cronje. Il generale Joubert, inviò appelli di sostegno ai boeri intrappolati, ma egli riferì che non era in grado di intervenire. Al momento del accerchiamento del laager boero principale a Paardeberg, i piccoli contingenti dello Stato Libero d'Orange del generale J.S.Ferreira e del generale Christiaan De Wet erano sfuggiti alla trappola e si erano ritirati rispettivamente a nord e a sud del Modder. Il comandante De Wet decise di prendere l'iniziativa per alleviare la situazione del generale Cronje.

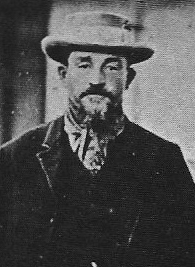
Il generale boero Christiaan De Wet.

Fin dal 17 febbraio il commando del generale De Wet, costituito da soli 500 uomini, era uscito dal suo rifugio di Koffyfontein e il giorno seguente era giunto in vista del Modder, dieci chilometri a sud-est del Paardeberg; i boeri videro il laager e l'imponente schieramento britannico che circondava gli uomini del generale Cronje. Nonostante la disparità di forze, il 19 febbraio il piccolo gruppo del generale De Wet attaccò di sorpresa un'importante altura strategica a sud del Modder che il generale Kitchener aveva lasciato scarsamente presidiata nonostante gli avvertimenti del generale Kelly-Kenny. I boeri sconfissero la piccola guarnigione nemica e occuparono il cosiddetto "kopje di Kitchener". Da questa posizione tattica il comandante boero inviò un messaggio, consegnato da Danie Theron, al generale Cronje, sollecitandolo a organizzare subito la fuga dei suoi uomini durante la notte, mentre egli avrebbe protetto la ritirata con il suo reparto. Il generale Cronje tuttavia non aderì alla coraggiosa proposta del comandante De Wet e rimase fermo con il laager sotto il fuoco dei cannoni britannici; solo un piccolo gruppo, guidato dal comandante Froneman, aggì autonomamente e fuggì dalla trappola del Paardeberg.
Il 21 febbraio il feldmaresciallo Roberts comprese l'importanza tattica del kopje occupato dagli uomini del comandante De Wet e decise, mentre la sua artiglieria continuava l'incessante bombardamento del laager, di organizzare una forza di cavalleria e fanteria per riconquistare la posizione e salvaguardare le retrovie dell'armata contro altre possibili minacce; si avevano notizie di rinforzi boeri in trasferimento dal Natal. I britannici raggrupparono alcuni reparti di cavalleria del generale Broadwood e del generale French e la fanteria del Yorkshire Regiment e del Royal East Kent Regiment e attaccarono il kopje strenuamente difeso dagli uomini del comandante De Wet. Il 23 febbraio infine i boeri, per evitare di essere a loro volta intrappolati, dovettero abbandonare la posizione e l'altura venne riconquistata dai britannici, mettendo fine a ogni speranza di salvezza per gli uomini del generale Cronje.

### Resa del generale Cronje
Mentre l'artiglieria britannica continuava il sistematico bombardamento del laager boero, le truppe di fanteria delle divisioni che circondavano il nemico avevano tenacemente cercato di spingere le loro linee sempre più vicino alle posizioni dei boeri; nella notte del 26 febbraio sulla riva settentrionale del Modder due reggimenti della 19ª brigata del generale Smith-Dorrien effettuarono un confuso attacco notturno che non raggiunse risultati decisivi ma permise ai canadesi del 1° Royal Canadians Regiment, supportati da reparti del genio e dagli scozzesi del 1° Gordon Highlanders, di avvicinarsi pericolosamente alle trincee boere. Al mattino del 27 febbraio i canadesi e i genieri del colonnello Kincaid videro la prima bandiera bianca del nemico. Il generale Cronje aveva deciso già in precedenza di cessare la resistenza dopo che i suoi uomini avevano subito per nove giorni il pesante bombardamento.

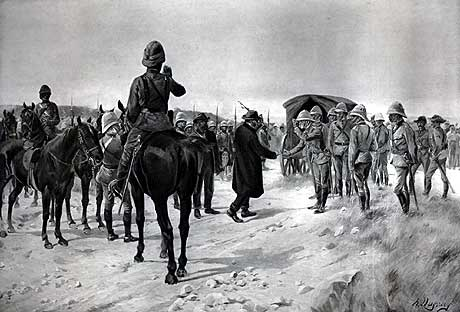
La resa del 27 febbraio 1900: l'incontro tra il feldmaresciallo Frederick Roberts e il generale Piet Cronje.

Il generale Cronje, accompagnato dalla moglie e dal suo segretario, concluse personalmente la resa; uscì dalle linee boere e venne accompagnato dalla scorta britannica guidata dal generale George Pretyman ad incontrare direttamente il feldmaresciallo Roberts. L'incontro tra i due comandanti venne raccontato e descritto da testimoni e giornalisti; il feldmaresciallo Roberts si mostrò corretto e strinse la mano al capo boero sconfitto che apparve taciturno e depresso; i colloqui nella tenda del comandante in capo britannico furono brevi; i dettagli della resa vennero concordati con il segretario del generale Cronje. I boeri, che suscitarono la curiosità dei soldati britannici per l'aspetto, l'abbigliamento e la presenza di donne e bambini nel laager, cedettero le armi senza difficoltà. I britannici entrarono nel laager devastato dall'artiglieria dove trovarono numerosi morti e feriti; furono fatti prigionieri oltre 4 000 miliziani, di cui circa due terzi appartenenti al Transvaal e un terzo allo Stato Libero d'Orange. Tra i prigionieri erano compresi 44 veld-kornet e alcuni capi importanti come Wolverans del Transvaal e il maggiore Albrecht, responsabile dell'artiglieria dello Stato Libero d'Orange; furono catturati anche sei cannoni. I feriti boeri furono trasferiti nell'ospedale di Jacobsdal mentre i prigionieri, compreso il generale Cronje, dopo una sosta al Modder vennero prima inviati a Città del Capo in attesa di essere trasportati nei campi allestiti sull'isola di Sant'Elena.
Le truppe britanniche mostrarono entusiasmo per la fine vittoriosa della lunga battaglia ma nei giorni seguenti il 27 febbraio il feldmaresciallo Roberts fu costretto ad una sosta delle operazioni ed a riorganizzare le sue forze e il suo sistema logistico prima di riprendere l'avanzata verso Bloemfontein su cui stavano convergendo una serie di commando boeri che era arrivati a sostegno del piccolo contingente del generale De Wet. La battaglia di Paardeberg era stata un'esperienza dura anche per i soldati britannici impegnati per giorni su un terreno disagiato con scarso vettovagliamento; inoltre, essendo state utilizzate dai soldati le acque del Modder contaminate dai cadaveri e dalle carogne di animali, tra le truppe si diffuse presto una grave epidemia di dissenteria e febbre tifoide che causò più morti della battaglia stessa e che preoccupò fortemente le autorità britanniche.

## Bilancio e conclusioni
(Telegramma del feldmaresciallo Roberts al ministro della Guerra Lansdowne per annunciare la vittoria di Paardeberg il 27 febbraio 1900)
La notizia della resa di Paardeberg e della cattura del generale Cronje, comandante famoso e rispettato, suscitò grande impressione tra la popolazione e tra i capi delle due repubbliche boere. Dopo una fase iniziale di costernazione e dolore, furono sollevate da molti aspre critiche contro l'operato del generale Cronje che dopo la guerra venne emarginato e isolato; gli venne soprattutto rimproverata la sua decisione di arrendersi proprio il 27 febbraio, che era il giorno anniversario della vittoria di Majuba, considerato una festa nazionale per il Transvaal. Il feldmaresciallo Roberts menzionò questa ricorrenza del 27 febbraio nel suo messaggio ufficiale inviato al ministero della Guerra in cui annunciò la completa vittoria e la resa dei boeri del generale Cronje.

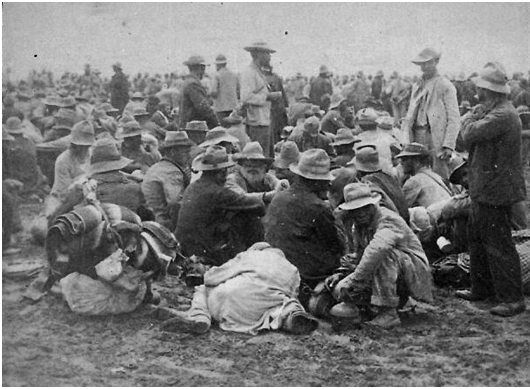
Prigionieri boeri catturati a Paardeberg.

La battaglia di Paardeberg segnò una svolta decisiva della guerra; depresse il morale dei boeri e ristabilì la fiducia tra le file dell'esercito britannico; negli stessi giorni in Natal terminò vittoriosamente anche il lungo assedio di Ladysmith. Il feldmaresciallo Roberts, il "mago militare" appena arrivato in Sudafrica, aveva cambiato completamente l'andamento del conflitto; egli da questo momento avrebbe continuato la sua grande avanzata che, pur tra difficoltà operative e organizzative, avrebbe condotto il corpo di spedizione britannico fino a Pretoria ed al confine con il Mozambico.
La maggior parte degli storici hanno lodato la risolutezza e l'assennatezza del feldmaresciallo Roberts; la prudenza tattica del comandante in capo e la sua decisione di evitare assalti diretti al Paardeberg e impiegare in massa l'artiglieria evitarono ulteriori perdite e permisero di raggiungere la vittoria totale e la resa del generale Cronje. Arthur Conan Doyle e la storia ufficiale britannica della guerra in particolare approvarono completamente l'operato del feldmaresciallo Roberts. Alcuni autori peraltro hanno messo in evidenza che una vittoria ottenuta con un cruento attacco frontale in massa sarebbe sicuramente costata molte perdite ma avrebbe potuto scuotere maggiormente il morale dei boeri e infliggere una sconfitta psicologica decisiva che avrebbe forse abbreviato la guerra. Sembra che il feldmaresciallo Roberts e il generale Kitchener mantennero le loro opinioni divergenti sulle migliori scelte strategiche al Paardeberg anche dopo la guerra anche se i due alti ufficiali non entrarono mai pubblicamente in contrasto tra loro.
Infine deve essere menzionato il fatto che lo storico Thomas Pakenham ha presentato una analisi alternativa degli eventi asserendo che il feldmaresciallo Roberts avrebbe avuto dubbi e timori nei primi giorni della battaglia. Pakenham afferma, sulla base di una testimonianza riservata del generale Kelly-Kenny, che il feldmaresciallo Roberts si mostrò preoccupato per la situazione logistica dell'armata, per la condizione dei feriti britannici e per la temporanea perdita del cosiddetto kopje di Kitchener a sud del fiume Modder; il comandante in capo avrebbe anche ipotizzato in un primo momento la possibilità di ritirarsi lasciando così sfuggire i boeri del generale Cronje.